# Екатериновка (Тюменская область)
Екатериновка — деревня в Ишимском районе Тюменской области России. Входит в состав Первопесьяновского сельского поселения.

## История
До 1917 года входила в состав Безруковской волости Ишимского уезда Тюменской губернии. По данным на 1926 год состояла из 75 хозяйств. В административном отношении входила в состав Горбачевского сельсовета Жиляковского района Ишимского округа Уральской области.

## Население
| 2010 |
| ---- |
| 101  |

По данным переписи 1926 года в деревне проживало 369 человек (176 мужчин и 193 женщины), в том числе: белоруссы составляли 40 % населения, украинцы — 47 %.
Согласно результатам переписи 2002 года, в национальной структуре населения русские составляли 78 % из 119 чел.